# Tadasuke Óoka
Tadasuke Óoka (japonsky japonsky 大岡 忠相, Óoka Tadasuke; 1677–1752) byl japonský samuraj ve službách tokugawského šógunátu. Za vlády Tokugawy Jošimuna zastával jako starosta (mači bugjó) Eda (starý název Tokia) funkci šéfa policie, soudce a porotce. Jakožto nositel titulu Ečizen no Kami („správce“ či „pán Ečizenu“) je často zmiňován jako Ečizen Óoka. Byl vysoce ctěn jako neúplatný soudce. Mimoto založil první dobrovolnický požární sbor a Koišikawa Jodžošo (městskou nemocnici). Později získal vyšší pozici džiša bugjó a následně se stal daimjó oblasti Niši óhira (10 000 koku).
Českému divákovi je známý z televizní inscenace Československé televize Brno Rozsudky soudce Ooky (1988).

## Známé případy
- Případ ukradené vůně (adaptace příběhu z Rabelaisova Gargantuy a Pantagruela)
- Případ spoutaného boha Džízóa aneb Podezřelá socha

## Óoka v kultuře
Óoka Tadasuke je ústřední postavou dvou řad japonského televizního seriálu džidaigeki.
V anglicky mluvícím světě se první Óokovy příběhy objevily roku 1908 (The Case of Ten-Ichi-Bo, a Cause Celebre in Japan, vydáno společností Tokyo Methodist Publishing House).

## Zajímavosti
- Ve městě Čigasaki v Kanagawské prefektuře se každoročně na začátku dubna pořádají třídenní slavnosti na Óokovu paměť.[1]
- Óoka je hlavní postavou japonského seriálu Širo džiši kamen